# Jan Śliwiński (duchowny)
Jan Śliwiński (ur. 21 listopada 1831 w Kamieńczyku, zm. 10 marca 1916 we Włocławku) – polski duchowny katolicki, proboszcz we Włocławku, działacz charytatywny.
Był synem urzędnika; w Wieluniu, miejscu pracy ojca, spędził dzieciństwo i pobierał pierwsze nauki szkolne. Maturę zdał w 1850 w Piotrkowie Trybunalskim. Wstąpił następnie do seminarium duchownego we Włocławku, skąd po trzech latach skierowany został do Akademii Duchownej w Warszawie. W 1856 przyjął święcenia kapłańskie, rok potem uzyskał stopień kandydata Świętej Teologii. Całe życie kapłańskie przepracował we Włocławku, gdzie był kolejno wikariuszem katedralnym i od 1863 proboszczem parafii św. Jana. Pełnił też funkcję dziekana dekanatu włocławskiego, obejmującego cały powiat. W 1913 złożył funkcje ze względu na podeszły wiek.
Był znawcą starej liturgii katedralnej. Otrzymał godność kanonika kapituły katedralnej włocławskiej, a w niej prałaturę archidiakona. Był też protonotariuszem apostolskim. W konsystorzu włocławskim był sekretarzem i regensem, wikariuszem generalnym i oficjałem.
Szczególnie zaangażowany był w działalność charytatywną. W 1900 założył Włocławskie Towarzystwo Wspierania Biednych i do końca życia pełnił funkcję jego prezesa. Nie tylko organizował pomoc, ale i sam łożył znaczne datki na cele dobroczynne. Zmarł 10 marca 1916 we Włocławku, pochowany został na miejscowym cmentarzu komunalnym.